# Nili Latu
Nili Latu, właśc. Otenili Langilangi (ur. 19 stycznia 1982 w Afie) – rugbysta tongański, kapitan reprezentacji, uczestnik Pucharu Świata w 2007 roku.

## Kariera klubowa
Langilangi rozpoczynał swoją przygodę z rugby w nowozelandzkim klubie reprezentującym region Zatoka Obfitości w 2005 roku. W 2005 roku grał również w regionie Waikato, gdzie reprezentował klub Chiefs występujący w Super 14. W 2006 roku Nili Latu przez krótki okres przebywał w klubie Hurricanes, gdzie zatrudniono go z powodu urazów podstawowych zawodników – Jerry’ego Collinsa i Stevena So'oialo. W roku 2007, po Pucharze Świata, przeniósł się do Japonii, gdzie do dziś gra w klubie NEC Green Records.

## Kariera reprezentacyjna

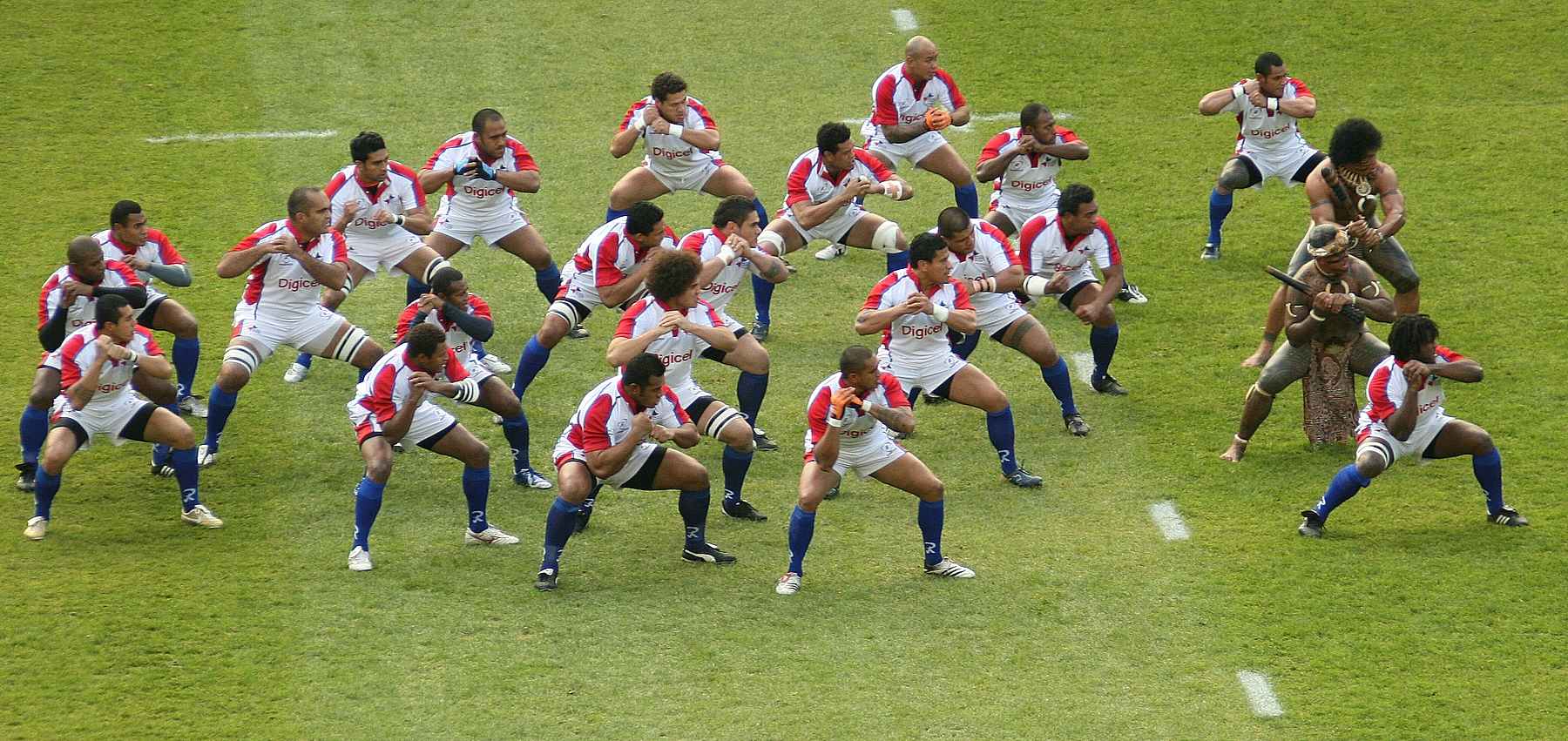
Nili Latu (najbliżej górnej krawędzi zdjęcia) i Pacific Islanders przed meczem ze Szkocją

Latu zadebiutował w kadrze Tonga 4 czerwca 2006 roku w meczu przeciw Japonii i od razu stał się podstawowym zawodnikiem reprezentacji. Już w trzecim meczu w drużynie narodowej został wybrany kapitanem, którą to funkcję pełni do dziś. Niedługo po tym został powołany do kadry Pacific Islanders – mieszanego fidżyjsko-samoańsko-tongijskiego zespołu, który rozegrał wówczas mecze z Walii, Szkocji i Irlandii. W 2007 roku, podczas Pucharu Świata we Francji, Latu poprowadził reprezentację Tonga do dobrego wyniku, za jaki na pewno należy uznać trzecie miejsce w grupie. Miejsce to dało 'Ikale Tahi automatyczny awans do kolejnego Pucharu, który odbędzie się na boiskach Nowej Zelandii w 2011 roku. Chociaż Latu nie jest może najpotężniejszym rwaczem w historii rugby, to jednak dał się zapamiętać francuskim kibicom jako bardzo solidny, ostro grający zawodnik. Razem z Finau Maka i Hale T-Pole tworzył w 2007 roku trzon drużyny, która pokonała USA i Manu Samoa. Pomimo tak dobrego występu, odbywający się w następnym roku Puchar Narodów Pacyfiku okazał się dla Tongijczyków kompletnie nieudany. W 2008 roku Langilangi został członkiem trzeciej wyprawy Pacific Islanders, którzy tym razem spotkali się z Anglią, Francją i Włochami. W trzecim spotkaniu, pod nieobecność w podstawowym składzie Mosese Rauluniego, to właśnie Latu został kapitanem Islanders. Było to jedyne jak do tej pory zwycięstwo Wyspiarzy w dziewiątym występie przeciw reprezentacji narodowej.